# Иржанов, Руслан Тимурович
Руслан Тимурович Иржанов (род. 27 ноября 1976, Алматы) — казахстанский шахматист, гроссмейстер (1997).
В составе сборной Казахстана участник 4-х Олимпиад (1992—1998) и командного чемпионата Мира (1997).
Занимается шахматами с 5 лет. Тренеры — мать Наркиса и отец Темир Ержановы. Серебряный призёр чемпионата Азии среди юношей до 20 лет (1992, Доха, Катар; 1994, Куала-Лумпур, Малайзия); серебряный призёр чемпионатов мира (до 26 лет) в Аргентине (1997) и Китае (1999). Чемпион Азии (2000, Бейрут, Ливан).

## Изменения рейтинга
| Графики недоступны из-за технических проблем. См. информацию на Фабрикаторе и на mediawiki.org. |